# José de Barros Neto
José de Barros Neto (Baixo Guandu, 31 de julho de 1976) conhecido como Neto Barros, é um advogado e político brasileiro.
Iniciou a vida pública e a militância política no movimento estudantil. Foi presidente da Câmara de Vereadores de Baixo Guandu em 2001/2002, deputado estadual em 2006/2007 e secretário municipal de Ação Social, ouvidor-geral e secretário municipal de Controle Interno no município de Vila Velha em 2007/2008. Disputou a prefeitura de Baixo Guandu em três ocasiões: em 2008, quando foi derrotado por Lastênio Cardoso, porém se elegeu na eleição seguinte, 2012, e reeleito em 2016, vencendo o ex-prefeito Lastênio Cardoso.